# Nuevo Pechtón
Nuevo Pechtón är en ort i Mexiko.   Den ligger i kommunen Chilón och delstaten Chiapas, i den sydöstra delen av landet, 800 km öster om huvudstaden Mexico City. Nuevo Pechtón ligger 1 040 meter över havet och antalet invånare är 101.
Terrängen runt Nuevo Pechtón är kuperad. Runt Nuevo Pechtón är det ganska tätbefolkat, med 54 invånare per kvadratkilometer. Närmaste större samhälle är Yajalón, 10,2 km norr om Nuevo Pechtón. I omgivningarna runt Nuevo Pechtón växer i huvudsak städsegrön lövskog.